# Медресе Кукельдаш

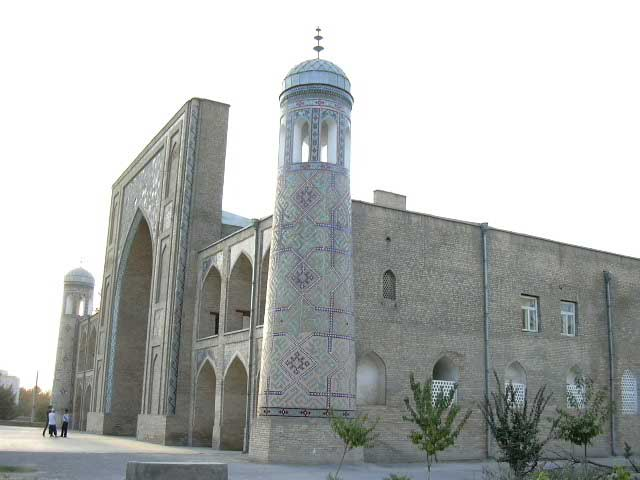
Медресе Кукельдаш

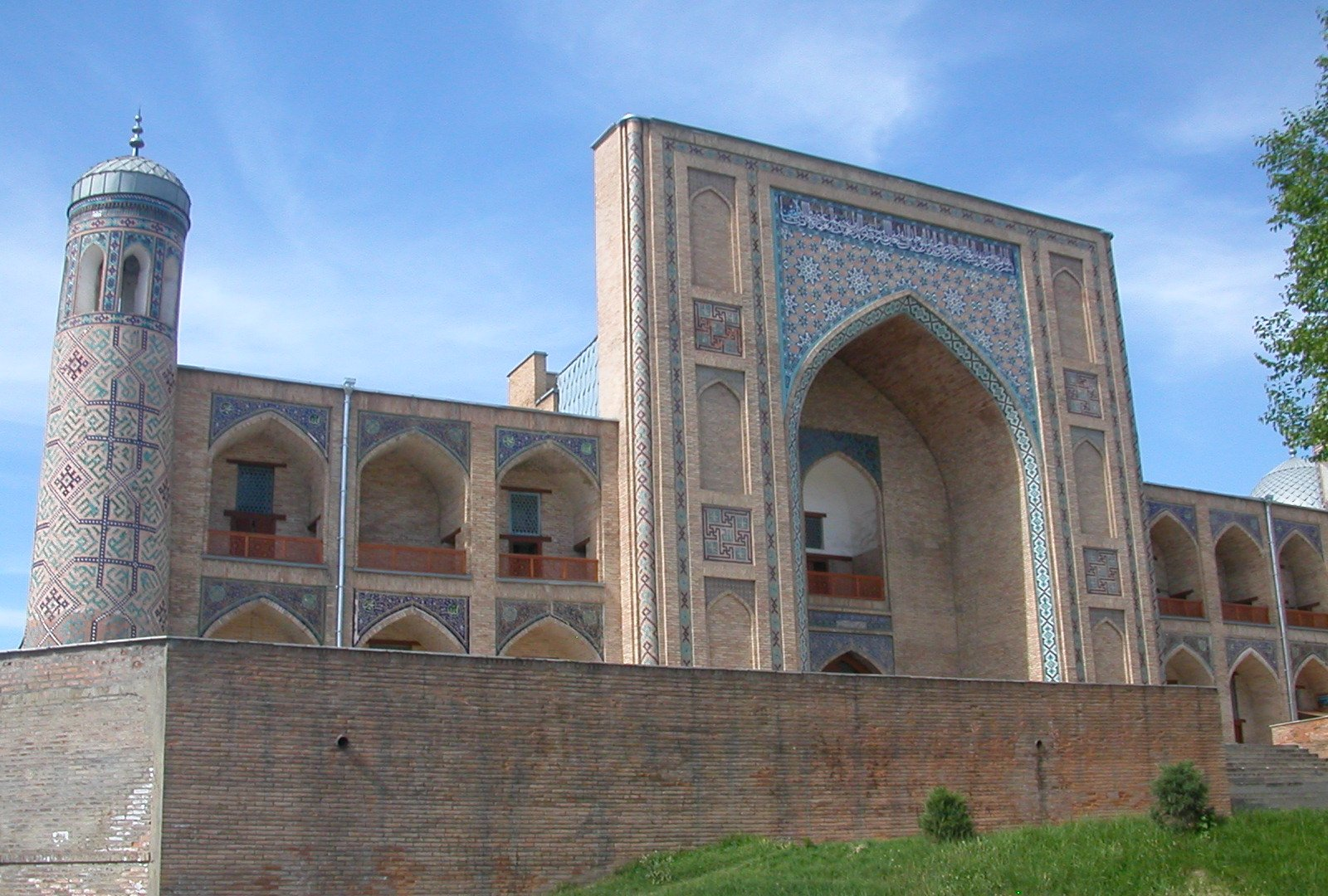

41°19′24″ пн. ш. 69°14′10″ сх. д. / 41.323333333333° пн. ш. 69.236111111111° сх. д.
Медресе Кукельдаш — найбільше медресе в Ташкенті й одне з найбільших в Центральній Азії, знаходиться на площі Чорсу.
Медресе Кукельдаш побудоване в XVI ст. в період панування узбецьких правителів Ташкентського уділу — Барак-хана і Дервіш-хана. Будівельником медресе вважається візир ташкентських ханів (1551—1575 рр..), прозваний «Кукельдаш» («молочний брат хана»). Збереглася вакуфна грамота Дервіш-хана (1569—1570 рр..), який заповідав на користь медресе караван-сарай, що свідчить про існування в цей час вже готової будівлі.
Медресе неодноразово приходило в занепад. За свідченням ташкентського купця Нур-Мухаммеда, розповідь якого була записана у 1795 р. Оренбурзькою експедицією, медресе в кінці XVIII ст. використовувалося як караван-сарай. До того часу, мабуть, відноситься обвалення вінчань башт — гульдаста. Існували до 1800 р. блакитні купола над мечеттю і дарсханою (кімнатою для занять), а також другий поверх — худжр були розібрані на цеглу в 1830—1831 рр.. при правителі Ташкента Беклер-беці. Слідом за тим пішов ремонт силами ташкентських майстрів, які залишили свої імена в написах на майолікових плитках над вхідними дверима.
Медресе служило кокандським ханам і фортецею (1860 р. з нього вели гарматний обстріл повсталих ташкентців), і місцем страти (до завоювання Туркестану Росією в 1865 р. з парапету на вистелений каменем майданчик скидали в мішках викритих у невірності дружин).
У 1868 і 1886 рр.., під час сильних ташкентських землетрусів, верх вхідного пештака зруйнувався до п'ят склепіння. Відновлення склепіння порталу, капітальні дослідження та реставраційні роботи вели в 30 — 60-ті роки XX ст. радянські реставратори.
Медресе Кукельдаш — одне з найбільших збережених медресе XVI ст. в Середній Азії. Пам'ятник піднято на високому постаменті, який виріс на давніх культурних шарах. План його традиційний — прямокутний двір з худжрами (келіями), парадно оформлений передній фасад з високим порталом, аркатурою і завершальними кути мінаретами. Вестибюль мав колінчаті переходи, прямокутний дворик з великою кількістю розташованих в один-два поверхи худжр (житлові келії студентів медресе), входи в які були оформлені арками. Як і більшість монументальних споруд того часу, медресе вибудовано з випаленої цегли і лише місцями оброблено майолікою та орнаментом з поливної кераміки. Фасад будівлі висотою 19,7 метрів прикрашений чудовими кахлями, із зображенням зірок і стилізованих рослин різних кольорів і відтінків. Також можна побачити філігранно виконану арабську в'язь.
Сьогодні медресе Кукельдаш не тільки пам'ятка культури, але і навчальний заклад для юнаків. Тут ведеться навчання загальноосвітніх предметів, поряд з вивченням Корану і арабського письма.